# 里中満智子
里中 満智子（さとなか まちこ、女性、1948年1月24日 - ）は、日本の漫画家、大阪芸術大学教授。公益社団法人日本漫画家協会理事長（2018年6月 - ）。大阪府大阪市都島区出身。描いた作品数は2019年時点で500を超える。

## 来歴

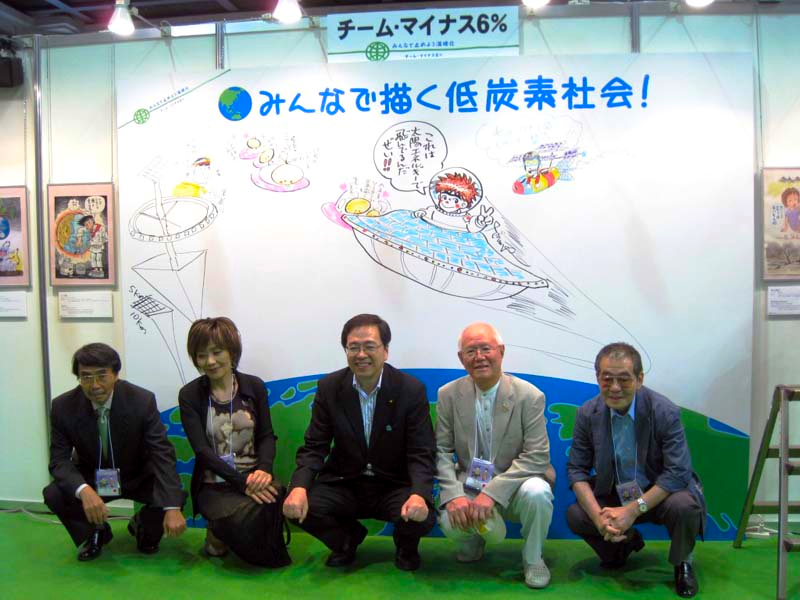
2009年9月6日、国際マンガサミットフェスタにて国際マンガサミット実行委員会委員長水島新司（左端）、環境大臣斉藤鉄夫（中央）、日本漫画家協会常務理事ちばてつや（右から2人目）、デジタルマンガ協会会長モンキー・パンチ（右端）と

小学校入学に際して何か本を買ってあげるといわれ、親と本屋に行った際に、当時創刊された月刊なかよしを購入する。その中の手塚治虫『とんから谷物語』を好きになり、そこから少年マンガも読み始め『鉄腕アトム』や、すでに連載が終わっていたが当時はまだ珍しかった単行本になっていた『ジャングル大帝』を愛読した。『火の鳥』を模倣して自分で書いた『海のオーロラ』で時間の流れをコマ割りで読者に確実に伝える手塚の技法を模倣した。19歳の時、生の手塚治虫に見かけた時、気持ちがフワフワして、緊張した。24歳の時、新幹線ひかりで大阪まで手塚治虫と2人だけで移動する事になり、究極のエロティシズムを書きたい話や奥様の話を聞くというチャンスにめぐまれた。
中学在学中から漫画家を志していた。成績は良かったが、漫画が悪書とみなされていた時代であったので、学校の教師や母親は漫画家になることには強く反対していた。「テストで1問間違えたら、漫画を1冊捨てる」という条件を母親に出し、優先順位をつけて本当に残したい蔵書は守りつつ、漫画との関わりを続けた。手塚作品が様々な歴史の知識や科学理論を背景としていることから幅広い読書の必要性を痛感し、高校進学後も含めて図書館の本を読み漁った。
16歳で第1回講談社新人漫画賞で1位入賞し、そのままデビュー。週刊誌が取材に来るほどの脚光を浴び、親や教師も漫画家になることを賛成するようになった。人物描写力を磨くため、目をつぶって新聞で指さした記事の当事者になりきって考えるという独特のトレーニングを編み出した。大学受験が近づくと、漫画業を一時休むことを勧められたが、「学校は一生は行かないが、仕事は一生」と考えて、3年生で大阪市立桜宮高等学校を中退した。その後、当時の少女漫画で描かれたような「恋」や「ときめき」だけでなく、激しい愛のあり方や、愛によって生まれる憎しみや苦しみ、道ならぬ恋愛などを描いた。それらはやがて少女漫画というジャンルを超えて、大人の女性も読む恋愛ドラマとしてその世界を広げていった。
近年では、『天上の虹』（2015年完結）やギリシア神話、名作オペラ、『旧約聖書』のコミカライズ等を出版している。創作活動以外にも多彩な社会活動を行なっており、過去現在ともに学識経験者・文化人として実績がある。
「コミック表現の自由を守る会」世話人、「漫画原稿を守る会」賛同者など、漫画家の権利と地位向上に関する活動にも熱心である。国が計画中の漫画・アニメ等を展示する施設「国立メディア芸術総合センター（仮称）」を推進する立場を取っており、新聞報道などで同施設が「国立漫画喫茶」と書き立てられたことに「誤解されていると危惧している」とコメントしている。その上で、近年取り上げられている児童ポルノ法改正案に対しては「表現の自由を侵害する」として慎重な立場を取っており、創作物の規制/単純所持規制に反対する請願署名市民有志の賛同人として名を連ねている。2010年の東京都青少年の健全な育成に関する条例改正に反対する記者会見にもちばてつや、永井豪、竹宮惠子らとともに出席している。また放送倫理・番組向上機構（BPO)評議員会議長代行を務める。

## 影響
里中が現役高校生の16歳で漫画家デビューした影響は大きく、のちに同世代で少女漫画家としてデビューを果たした庄司陽子や神奈幸子が具体的に漫画家を目指し、「講談社に投稿した理由」としてインタビューで里中の名前を挙げて語っている。

## 人物

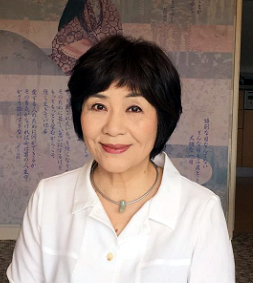
2020年

- 漫画『ドカベン』に登場する里中智の名前の元となった人でもある[9]。
- 『野球狂の詩』の富樫平八郎が主人公である「～10番」シリーズでは子供や女性の作画で協力している[9]。
- 私生活では二十歳のとき編集者と結婚、3年半で離婚している。里中は著書『漫画を描くー凛としたヒロインは美しい』を元にした婦人公論の記事で「原因は私のわがままで、家庭より仕事を優先してしまった結果だと思っています」と語っている[10]。

## 作品リスト（単行本）
- 『一番星みつけた』講談社、1967　のち若木書房
- 『ナナとリリ』　1968
- 『絵里子』朝日ソノラマ、1969
- 『恋人たちの物語』朝日ソノラマ、1969
- 『愛のコンチェルト』朝日ソノラマ、1970
- 『銀河はるかに』朝日ソノラマ、1971
- 『わが愛の記録』朝日ソノラマ、1971
- 『海鳴りがやむとき』朝日ソノラマ、1973
- 『ララ♡ハート』朝日ソノラマ、1973
- 『あした輝く』講談社、1974　のち中公文庫
- 『アリエスの乙女たち』1973連載
- 『しあわせですか?』講談社、1974
- 『恋人はあなただけ』講談社、1975
- 『クラスメート』講談社
- 『6月4日月曜日』講談社、1975
- 『レモンの季節』講談社、1976
- 『Pinkyピンク』講談社、1976
- 『レディー・アン』講談社
- 『クレオパトラ』講談社、1976
- 『さすらい麦子』講談社、1976
- 『アップルマーチ』講談社、1976
- 『プラスマイナス大爆発』講談社、1977
- 『愛の時代』講談社、1977
- 『花よめ先生』講談社、
- 『風のゆくえ』講談社、1978
- 『あかね雲』講談社、1978
- 『悪女志願』講談社、1979　のち双葉文庫
- 『恋愛白書』
- 『愛情の設計』
- 『天上の虹』1983-
- 『スポットライト』講談社
- 『パンドラ』小学館、1984
- 『風の構図』講談社、1984
- 『浅葱色の風―沖田総司』講談社、1984　のち中公文庫
- 『北回帰線』講談社、1984　のち中公文庫
- 『わが愛の記録』(ほるぷ平和まんがシリーズ)作・画 ほるぷ出版 1984
- 『愛人たち』講談社、1986 のち双葉文庫
- 『愛生子』講談社、1988
- 『さよならの理由（わけ）』講談社、1988　のち双葉文庫
- 『ミスターレディ』
- 『Boy's』講談社
- 『積乱雲』講談社、1989
- 『あすな路坂』講談社、1990　のち「あすなろ坂」
- 『海のオーロラ』中央公論社、1991　のち文庫
- 『長屋王残照記』徳間書店 1991　のち中公文庫
- 『女帝の手記―孝謙・称徳天皇物語』読売新聞社、1992　のち中公文庫
- 『アトンの娘』小学館、1994　ビッグゴールド
- 『夢色果実』講談社、1994
- 『まちこの千夜一夜 ショートショート劇場』 (里中満智子浪漫選書) 翔泳社 1995　のち双葉文庫
- 『4階のミズ桜子』(里中満智子浪漫選書)翔泳社 1995　のち双葉文庫
- 『心中天網島』（マンガ日本の古典）中央公論社、1996
- 『ラファエロ―その愛』美術出版社、1996　のち中公文庫
- 『鶴亀ワルツ』小学館 1997
- 『マンガ ギリシア神話』中央公論新社、1999　のち文庫
- 『戦国美濃の群像 : 濃姫・蘭丸・光秀・・・その生涯』(マンガで見る日本まん真ん中おもしろ人物史シリーズ, 4) 岐阜県企画 2001.3
- 『マンガ 名作オペラ』中央公論新社、2003　のち文庫
- 『ブッダをめぐる人びと』佼成出版社 2006　のち中公文庫
- 『花影 千葉佐那の愛』講談社 2010
- 『マンガ旧約聖書』中央公論新社、2011-のち文庫
- 『若き日のブッダ ゴータマ・シッダールタ』中央公論新社  2013
- 『古事記』(マンガ古典文学)小学館 2013
- 『かたづの!』(原作:中島京子)集英社 2019

他多数

### マンガ以外の著書
- 『愛し始めたあなたに』(Big backs)講談社 1975
- 『マンガ愛してます』大和書房 1977
- 『満智子の人生相談 自分を発見したい女へ』(ヤングレディbooks)講談社, 1986
- 『恋歌・万葉集』光文社 1987
- 『里中満智子のマンガ入門 人よりちょっとうまく描くテクニック』 (カッパ・ブックス)光文社, 1987
- 『万葉集』(イラスト古典)米川千嘉子文 学習研究社 1990
- 『純白』スコラ 1993　（小説）
- 『シンデレラストーリーにだまされないで 里中満智子漫画家生活30周年記念エッセイ集』NTT出版 1994
- 『タマタマ女』実業之日本社 1996
- 『人生の贈り物 人の出会いとぬくもりを求めて 里中満智子『ジュンとヨーコ』&夏目雅子グラフティ』講談社コミックス 1997
- 『グルーヴ地獄V』 ソニー・ミュージックエンタテインメント、1998
- 『円空―魂の形を求めつづけた旅人』木村直巳作画　メディアファクトリー、1999
- 『シェイクスピア・ジュニア文学館』小田島雄志文（挿絵）汐文社、2001
- 『里中満智子の健康法の女王』マキノ出版 2003
- 『里中満智子のコミック実技講座 DVD』（小池書院）2005
- 『古代史から読み解く「日本」のかたち』 倉本一宏との共著 祥伝社新書、2018
- 『漫画を描くー凛としたヒロインは美しい』、中央公論新社、2024年1月、ISBN 978-4-12-005730-4（日本経済新聞2022年5月・1ヶ月間の連載「私の履歴書」に大幅加筆、再構成したもの）

### 作詞（提供）
- 裏切り者と朝食を

作詞:里中満智子／作曲：沢田研二／編曲:吉田建
　* 1983年3月5日「JULIE SONG CALENDAR」（沢田研二）に収録

## 受賞歴
西暦は受賞年を示す。
- 1964年 ピアの肖像：第1回講談社新人漫画賞（高校2年）
- 1972年 あした輝く、姫が行く!：講談社出版文化賞
- 1982年 狩人の星座：第6回講談社漫画賞
- 2006年 全作品及び文化活動に対して：日本漫画家協会賞文部科学大臣賞
- 2023年 文化功労者[11]に選出。

## 漫画家として以外の活動

### 歴任
- 1991年
  - NHK趣味百科：「少女コミックを描く」講師
- 1994年
  - 科学技術庁宇宙科学研究所：日本は何を目指すか? パネリスト
  - NASDA（宇宙開発委員会）：長期ビジョン懇談会 理事
- 1996年
  - 文部省：中央教育審議会専門委員会 専門委員
  - 中央教育審議会第一次答申パンフレット
- 1997年
  - 文部省：教育課程審議会 委員
  - 第1回東アジアマンガサミット（現・マンガサミット）実行委員会：事務局長
  - (財)都市防災研究所：安全安心まちづくり女性フォーラム 発起人
- 1997年 - 2002年、2015年 - 手塚治虫文化賞：選考委員
- 1998年
  - 文部省：児童生徒の問題行動等に関する調査研究協力者会議 委員
  - 東京都建設局：下町河川の明日を創る会 委員
- 1999年 都市整備公団：都市観光を創る会 発起人
- 2000年 - 2002年 科学技術庁：国際宇宙年委員会 理事
- 2002年 文部省：国際文化交流懇談会 委員

### 現職
- 財団法人日本宇宙フォーラム 理事 （2000年 - ）
- マンガジャパン 事務局長
- デジタルマンガ協会 副会長 （2003年 - ）
- 文化庁文化審議会委員（2007年2月5日 - ）
- 日本ペンクラブ会員
- 神楽坂女声合唱団団員
- 大阪芸術大学キャラクター造形学科長・教授
- 平城遷都1300年記念事業協会評議員
- 日本漫画家協会理事長（2018年6月15日[2] - ）

## 主な出演

### テレビ
- 毎日放送・TBS系『世界まるごとHOWマッチ』（準レギュラー回答者）
  - 彼女独自の計算方法から「里中方式」という言葉が生まれた。
- NHK総合・ラジオ第1『第35回NHK紅白歌合戦』（1984年12月31日） - 審査員

### ラジオ
- NHKラジオ第1『ラジオ深夜便』水曜11時台のコーナー「わたし終いの極意『老年よ、大志を抱こう！』」（2019年9月11日 - ）[12]

### 映画
- 松竹『愛情の設計』（1977年7月16日） - 試験官 役

### その他
- TVシンポジウム「不比等が造る国のかたち～日本書紀1300年～」（2021年4月3日、NHK Eテレ）[13]

## アシスタント
- 川島れい子（旧PN：水口令子）
- 牧野和子
- みずの圭
- 志村みどり